# Anders Aplin
Anders Aplin (Singapore, 21 juni 1991) is een Singaporees voetballer die als verdediger speelt bij Geylang International FC.

## Clubcarrière
Aplin begon zijn carrière in 2014 bij Singapore Cricket Club. Hij tekende in 2015 bij Singapore Recreation Club. Hij tekende in 2016 bij Geylang International FC. In het seizoen 2018 kwam hij op huurbasis uit voor Matsumoto Yamaga FC.

## Interlandcarrière
Aplin debuteerde in 2018 in het Japans nationaal elftal en speelde 2 interlands.